# Маркова Людмила Павлівна
Людмила Павлівна Ма́ркова (нар. 20 листопада 1940, Мацеїв — пом. 3 листопада 2010, Київ) — українська художниця-керамістка і педагог.

## Біографія
Народилася 20 листопада 1940 року в смт Мацеєві (нині смт Луків Ковельського району Волинської області, Україна). 1963 року закінчила Київське училище прикладного мистецтва, де навчалася у Дмитра Головка.
Упродовж 1964—1966 років працювала майстром на Київському експериментальному кераміко-художньому заводі; у 1971—1982 роках — у Центральній художньо-експериментальній лаблаторії Укрхудожпрому у Києві; у 1982—1995 роках викладала кераміку у Київському палаці дітей та юнацтва. Померла в Києві 3 листопада 2010 року.

## Творчість
Розписувала декоративні тарелі, вази, скульптуру малих форм. Брала участь у виставках з 1964 року. Її серія з шести декоративних тарелей «На панщині пшеницю жала...» (1963) зберігається у Національному музеї Тараса Шевченка у Києві.